# Aðalvík
Aðalvík är en vik i republiken Island.   Den ligger i regionen Västfjordarna, i den nordvästra delen av landet, 250 km norr om huvudstaden Reykjavík. Utanför viken börjar Nordatlanten.